# (2159) Kukkamäki
(2159) Kukkamäki ist ein Asteroid des inneren Hauptgürtels, der am 16. Oktober 1941 von der finnischen Astronomin Liisi Oterma (1915–2001) am Iso-Heikkilä-Observatorium der Universität Turku (IAU-Code 062) entdeckt wurde. Sichtungen des Asteroiden hatte es vorher schon gegeben: am 5. Oktober 1929 unter der vorläufigen Bezeichnung 1929 IL am Lowell-Observatorium, am 23. Oktober 1933 (1933 UU1) an der Königlichen Sternwarte von Belgien, am 7. März 1935 (1935 EL) an der Landessternwarte Heidelberg-Königstuhl und am 22. März 1939 (1939 FS) schon zweimal in Turku (1939 FS). Eine ausreichende Bahnbestimmung für eine bleibende vorläufige Bezeichnung (1941 UX) gelang in Turku jedoch erst 1941.
Der mittlere Durchmesser des Asteroiden wurde mit 11,494 (±0,121) km berechnet, die Albedo mit 0,193 (±0,025).
Der Asteroid wurde am 1. November 1979 nach dem finnischen Geodäten Tauno Johannes Kukkamäki (1909–1997) benannt, zu Ehren seines 70. Geburtstags.